# Silveria Jacobs
Silveria Elfrieda Jacobs (née le 31 juillet 1968 est une femme politique de Saint-Martin et Premier ministre de Saint-Martin de 2019 à 2024.